# Social FC
Social Futebol Clube – brazylijski klub piłkarski z siedzibą w mieście Coronel Fabriciano, leżącym w stanie Minas Gerais.

## Historia
Klub został założony 1 października  1944.

## Osiągnięcia
- Campeonato Mineiro da Primeira Divisão Módulo II (2): 1996, 2007
- Campeonato Mineiro da Segunda Divisão (1): 1995